# DSV (entreprise)
Pour les articles homonymes, voir DSV.
DSV (De Sammensluttede Vognmænd af 13-7 1976 A/S) est une entreprise de logistique basée à Hedehusene (en) au Danemark.

## Histoire
En octobre 2015, DSV acquiert pour 1,35 milliard de dollars l'entreprise américaine UTi Worldwide, en difficulté économique depuis quelque temps.
En janvier 2019, DSV annonce lancer une offre d'acquisition sur Panalpina pour 4,1 milliards de dollars, après avoir échoué à acquérir Ceva Logistics, l'année précédente. Offre qui a depuis été refusée par l’actionnaire principal notamment, la fondation Ernst Goehner propriétaire de 43% des parts de l’entreprise. En avril 2019, DSV augmente son offre à 4,6 milliards de dollars, avec l'appui des actionnaires de Panalpina.
Le 27 avril 2021, DSV Panalpina annonce l'acquisition d'Agility Logistics pour un montant de 4,2 milliards de dollars.
En septembre 2024, DSV annonce l'acquisition de Schenker, filiale de transport routier de la Deutsche Bahn, pour 14,3 milliards d'euros.